# 陳鎮源
陳鎮源，GBS（1950年3月17日—2024年3月26日），前香港公務員，官至首長級甲一級政務官，曾任運輸及房屋局常任秘書長（房屋）兼房屋署署長，退休後任職大昌行集團顧問。

## 簡歷
陳鎮源中學就讀於荃灣官立中學，1972年取得澳洲新南威爾斯大學榮譽文學士學位，1973年6月加入香港政府任助理貿易主任，並於同年十月轉職政務職系，於2008年4月晉升為首長級甲一級政務官。陳鎮源曾於多個政府部門工作，包括勞工處、民政科、財政科、新界民政署、銓敍科、醫務衛生處、政務總署、房屋科及政府新聞處。所任的重要職位包括：
- 1989年9月至1990年4月：借調往香港電台
- 1990年4月至1994年7月：政府新聞處副處長
- 1994年8月至1997年3月：香港駐三藩市經濟貿易辦事處處長
- 1997年3月至2002年1月：政府新聞處處長（期間在2000年1月1日晉升為首長級甲級政務官）
- 2002年1月至2006年1月：漁農自然護理署署長：
- 2006年1月至2010年5月：運輸及房屋局常任秘書長（房屋）兼房屋署署長（期間在2008年4月晉升為首長級甲一級政務官）

退休後，陳氏曾出任大昌行集團顧問，直至病逝。
陳鎮源於2024年3月26日，於瑪麗醫院病逝，終年74歲。

## 個人生活
陳鎮源已婚，與妻子Josephine育有1子。